# Диод на Шотки
Диодът на Шотки (наречен на името на немския физик Валтер Шотки) е диод с малък пад на напрежение при право включване. Диодът на Шотки използва прехода между метал и полупроводник, по-точно свойството „бариера на Шотки“ (вместо p-n прехода, както в обикновените диоди). Той е изграден от алуминий и силиций. Допустимото обратно напрежение на серийните диоди на Шотки е ограничено до 250 V (MBR40250). На практика повечето диоди на Шотки се използват в нисковолтови вериги при обратно напрежение от порядъка на няколко десетки волта.

## Структура
Преходът метал-полупроводник, може да образува т.нар. бариера на Шотки. Най-често използвани материали са: молибден, платина, хром или волфрам и полупроводник N-силиций. Страната на метала е анод, а страната на полупроводника – катод на Шотки диода. Преходът с бариера на Шотки води до много кратко време на превключване, както и малък пад на напрежение в права посока.

## Свойства на диода на Шотки

### Предимства
Докато обикновените силициеви диоди имат пад на напрежение в права посока около 0,6 – 0,7 V, използването на диоди на Шотки позволява той да се намали до 0,2 – 0,5 V. Този малък пад на напрежение е присъщ само на диодите на Шотки с максимално обратно напрежение от порядъка на десетки волта. По-високият пад на напрежение става сравним с параметрите на аналогичните силициеви диоди, което ограничава използването на диодите на Шотки. Например, за силовия диод на Шотки 30Q150 с максимално възможно обратно напрежение 150 V при постоянен ток 15 А падът на напрежение се нормира на ниво от порядъка на 0,75 V (T = 125 °C) до 1,07 V (T = −55 °C).
Бариерата на Шотки има малък капацитет на прехода, което позволява чувствително да се повиши работната честота. Това свойство се използва в интегралните схеми, където диоди на Шотки шунтират преходите на транзисторите на логическите елементи. Диодът на Шотки се отпушва преди да се отпуши преходът база–колектор на транзистора. Бързодействието се увеличава, защото в този диод липсва модулация по дълбочина на прехода, т.е. няма натрупване на заряди. Превключването на диода на Шотки е по-малко от 0,1 наносекунда. В силовата електроника малкият капацитет на прехода (характеризиращ по-кратко време за запушване) позволява изграждането на изправители, работещи с честоти от стотици kHz и повече. Например, диодът MBR4015 (15 V, 40 А) е оптимизиран за изправяне на високочестотно напрежение, за работа при dV/dt до 1000 V/ms.
Благодарение на по-добрите времеви характеристики и малкия капацитет на прехода изправителите с диоди на Шотки се отличават от традиционните диодни изправители с понижено ниво на шума, заради това те са предпочитани за направата на захранващи блокове за аналогова апаратура и измервателна техника.

### Недостатъци
При кратковременно превишаване на максималното обратно напрежение диодът на Шотки необратимо излиза от строя, за разлика от силициевите диоди, които преминават в режим на обратим пробив при условие, че не се превишава максималната мощност, която диодът може да разсейва и които след падането на напрежението напълно възстановяват свойства си.
Диодът на Шотки се характеризира с повишени обратни токове спрямо силициевите диоди, нарастващи с температурата на кристала. Това наподобява положителна обратна връзка с рязко влошаване качествата на прехода. За споменатия по-горе 30Q150 обратният ток при максимално обратно напрежение се изменя от 0,12 mA при +25 °C до 6 mA при +125 °C. При нисковолтовите диоди в корпус ТО220 обратният ток може да превишава стотици mA (MBR4015 – до 600 mA при +125 °C). При неблагоприятни условия за топлоотвеждане положителната обратна връзка по температура в диода на Шотки довежда до прегряването му и излизането му от строя.

## Силициево-карбидни диоди на Шотки
Диодите на Шотки конструирани от силициев карбид притежават многократно по-малък обратен ток в сравнение със силициевите диоди на Шотки. Към 2011 г., те се предлагат от няколко производителя с варианти до 1700 В.
Силициевият карбид притежава висока температурна проводимост. Температурата оказва слабо влияние върху превключващите и термичните му характеристики. В специален тип корпус е възможно да се постигнат работни температури на прехода над 500 K, което позволява пасивното им охлаждане в космическата апаратура.

## Приложения

### Ограничители на напрежение
Падът на напрежение при силициевите диоди е около 0.6 V, при германиевите е 0.3 V, докато при диодите на Шотки е в порядъка 0.15 – 0.46 V при ток в права посока 1 mA (виж 1N5817 и 1N5711. Това ги прави подходящи в напреженови ограничители и в схеми за предпазване на биполярните транзистори от насищане. Това се дължи на по-високата плътност на тока през диода на Шотки.

### Защита от обратен ток / разреждане
Диоди на Шотки се използват във фотоволтаичните (ФВ) системи предпазване от протичането на обратен ток през ФВ модули. Например те се използват в системи за предпазване от разреждане на батериите през фотоклетките нощем.

### Захранващи блокове
Използват се също като изправители в импулсните захранвания – ниския пад на напрежение и бързодействието им водят до увеличаване на коефициента на полезно действие.
Диодите на Шотки може да се използват и в схеми на захранване с два или повече източника. Например устройства захранвани от батерия и мрежов адаптор или подобни по схема ИЛИ-ИЛИ. Големия ток на утечка обаче, може да създаде проблем при високо импедансни схеми за следене.

## Предназначение
Често срещани Шотки диоди са от сериите 1N5817 1А изправители. Преходи на Шотки също се използват в наследниците на серията 7400 ТТЛ ИС – серии 74S, 74LS и 74ALS, където се използват като ограничители паралелно на прехода колектор-база. Това предотвратява насищането на биполярните транзистори и оттам намалява закъснението им при изключване.
Маломощни диоди от типа на 1N5711, 1N6263, 1SS106, 1SS108, или BAT41–43, 45 – 49 series се използват широко във високочестотни схеми като детектори, смесители и нелинейни елементи, замествайки успешно германиевите диоди. Те също са подходящи за защита на елементи чувствителни към статично електричество, лазерни диоди и в известна степен на CMOS схеми.